# Opel Tigra
O Opel Tigra é um coupé desportivo fabricado pela Opel (uma subsidiária da General Motors), tendo como base o Corsa europeu na primeira geração. e o Astra na segunda geração. Foi inicialmente disponível como um esportivo coupé, produzido a partir de 1994 a 2000, com um novo modelo roadster introduzido no mercado em 2004. O Opel Tigra era vendido no Reino Unido como Vauxhall Tigra, na Austrália como Holden Tigra, e foi vendido no Brasil e no México como Chevrolet Tigra.

## Primeira geração (Tigra A, 1994-2000)
O Tigra I foi baseado num carro conceito com o mesmo nome e construído sobre a plataforma da segunda geração do Opel Corsa. No entanto, O corpo de painéis não é partilhado com o do modelo que foi baseado, e o visual interior era muito diferente, com um arranjo 2+2 lugares. A versão de produção do veículo foi apresentada no Frankfurt Motor Show em 1993, com a produção que começou no início de 1994.
O Tigra estava disponível com dois motores a gasolina, a família Ecotec, uma mais acessível com motor 1.4 L com 90 PS (66 kW), e uma versão esportiva, alimentada pelo motor de 1.6 L com 110 PS (81 kW), ambos a partir do Corsa GSi. Ambos foram DOHC, com 16 válvulas e motores com injeção eletrônica de combustível. A versão 1.4 possuía como opcional um cambio automático.
Quando foi para o mercado, a suspensão foi ajustada pela Lotus. No entanto, o carro ganhou peso extra de 150 kg (330 lb) se comparado aos modelos Corsa com motor equivalente. A aceleração do 1.6 foi de 10,5 segundos, 1 segundo mais lento que o Corsa GSI devido a diferença de peso. A velocidade máxima do motor 1.6 é de 203 km / h (126 mph).

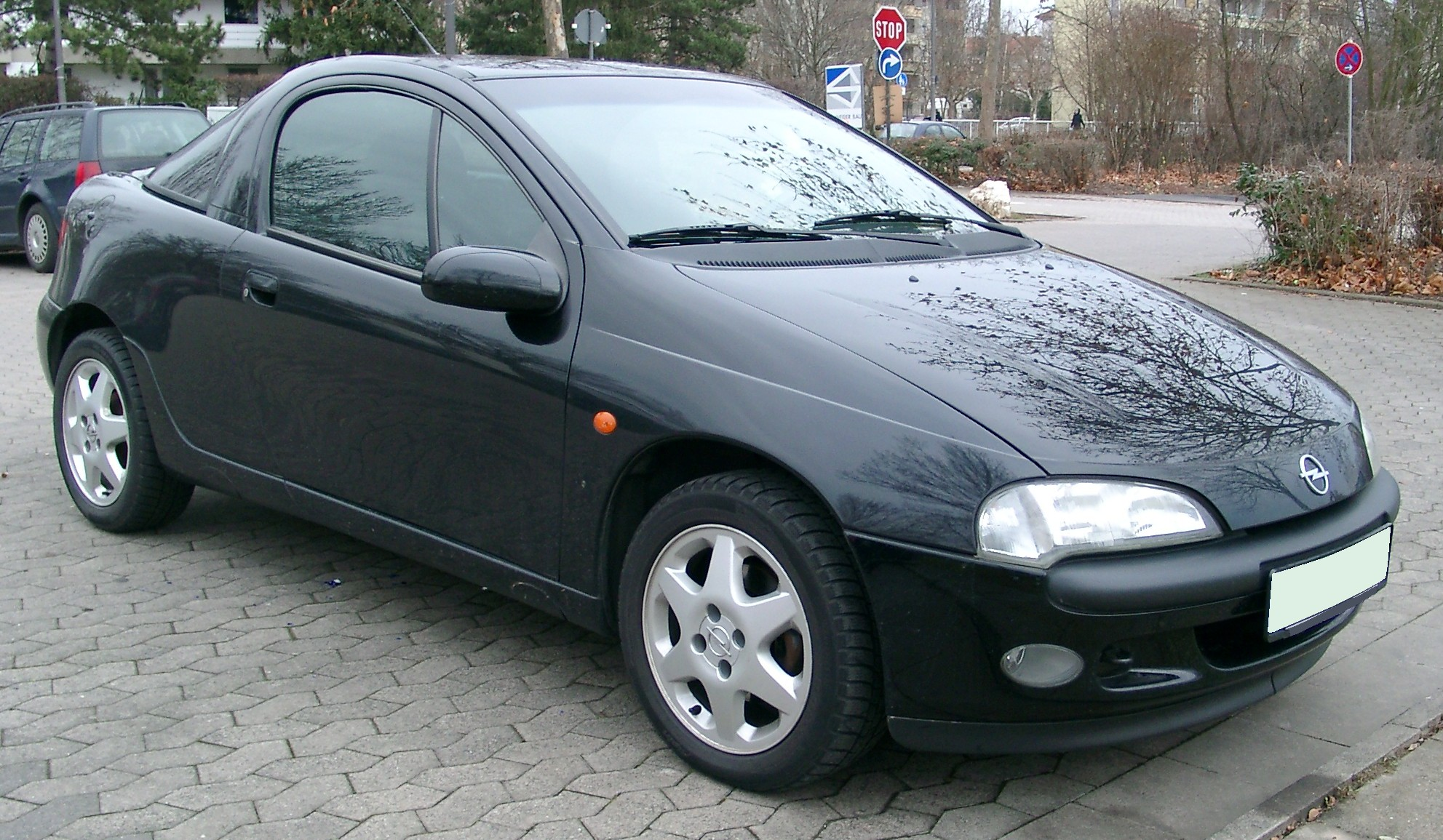
Opel Tigra I

O carro foi fabricado na Espanha na planta de Zaragoza e exportado pela Opel para ser vendido como o Chevrolet Tigra no Brasil, Argentina e no México. No Reino Unido era vendido como Vauxhall Tigra. Foram fabricados e vendidos 256.392 no mundo, destes 59.462 na Alemanha, e 2652 no Brasil. Porém atualmente no Brasil, poucos exemplares sobreviveram, e a maioria destes se encontram em posse de colecionadores.
No mercado brasileiro, o Chevrolet Tigra foi importado apenas em 1998. Sendo trazido 2652 unidades por importação em 7 cores diferentes (Amarelo Curry, Azul Arden, Azul Polarsea, Prata Star, Preto Schwarts, Verde Rio Verde, Vermelho Magma). E ficou a venda nas concessionárias entre o final de 1998 e o ano de 1999. Em 1999,  devido a uma súbita desvalorização do real, a General Motors do Brasil cancelou novas importações do modelo. Apenas o modelo 1.6 L foi importado, e teve sua potencia alterada para 100cv para efeitos fiscais. As rodas aro 15 também foram trocadas por rodas aro 14, e todos símbolos da Opel trocados por símbolos da GM.
Todos os Tigras importados para o Brasil eram do "Grupo2" (os mais completos) da Europa, ou seja, possuíam motorização 1.6, faróis de neblina, bancos de tecido, direção hidráulica e ar-condicionado. Entretanto, algumas unidades vieram com ABS e Airbag no passageiro também (essas unidades eram destinadas as mercado Alemão, pois lá estes itens já eram obrigatórios).
Como opcionais na concessionária poderia ser solicitado bancos de couro (instalados pela própria concessionária ou empresas parceiras) e aerofólios traseiros.

## Segunda geração; Tigra Twin Top (Tigra B, 2004-2009)

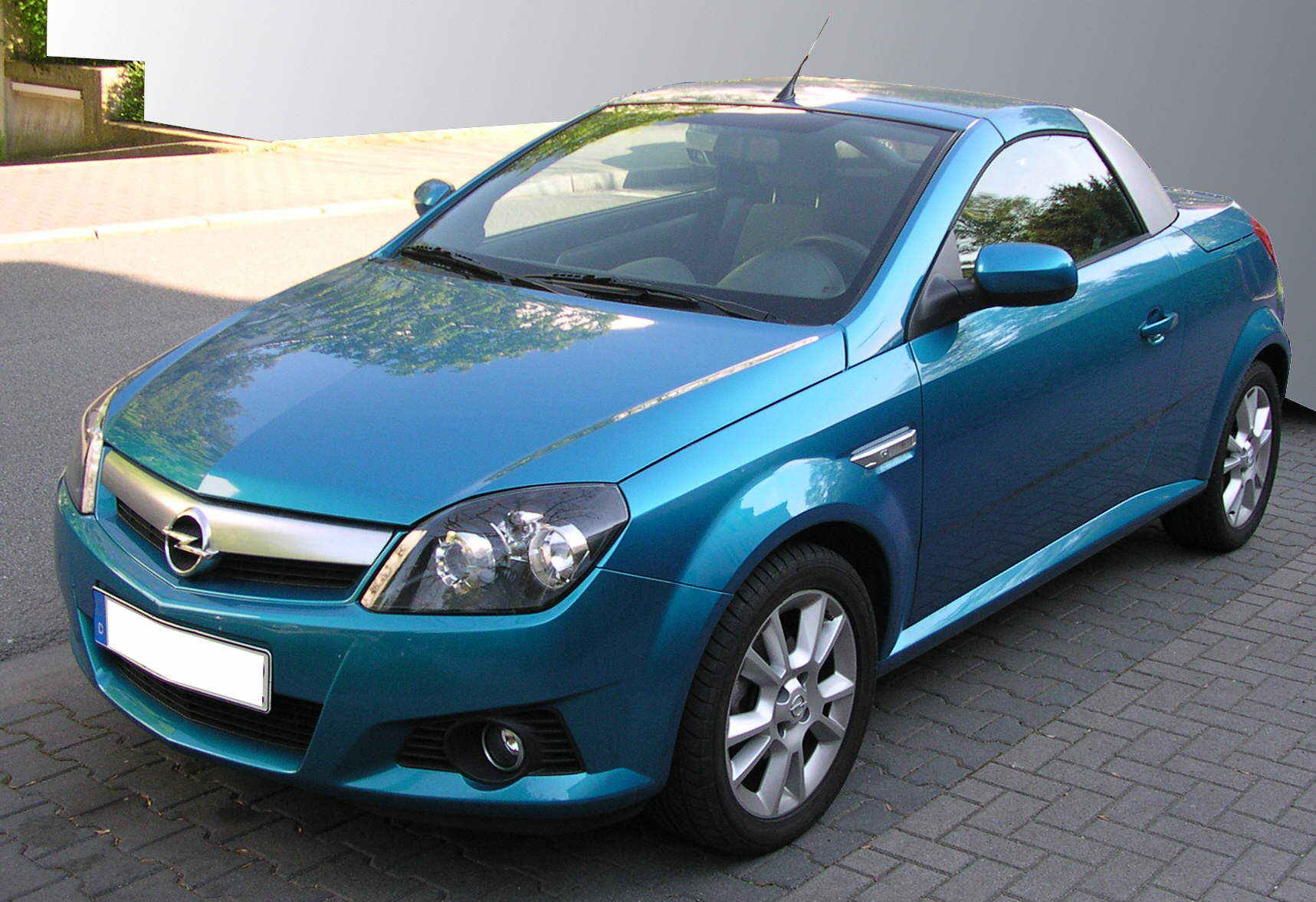
Opel Tigra Twin Top (2004).

Depois de uma ausência de quatro anos, o Opel Tigra ressuscitou em 2004 como um novo carro esporte baseado no Opel Astra H (terceira geração). O Tigra Twin Top, como era chamado, é um coupé conversível de 2 lugares com um teto rígido retrátil na moda como o do Peugeot 206 CC.
Tal como o seu antecessor, o Tigra Twin Top era disponível com dois motores alimentados a gasolina. O modelo base utilizava o motor de 1.4 L, mas agora o motor  Twinport Ecotec, diferente da anterior geração de 1,4, enquanto que o top de linha utiliza o Ecotec 1.8 L a partir do Corsa GSi. Uma versão econômica, usando o motor multijet da Fiat 1.3 L diesel, foi introduzido em 2005.
A segunda geração era comercializada na Austrália como Holden Tigra, a série XC apenas com o motor de 1,8 L.